# Каменная (приток Белой)
Каменная — река в России, протекает в Омутнинском районе Кировской области. Устье реки находится в 64 км по правому берегу реки Белой. Длина реки составляет 17 км.
Исток реки на Верхнекамской возвышенности в 17 км к юго-востоку от села Залазна. Исток находится на водоразделе Вятки и верхней Камы, рядом берёт исток река Лытка. Каменная течёт на юго-запад по ненаселённому лесу, впадает в Белую у нежилой деревни Савинцы ниже деревень Хробысты и Шумайловцы. Ширина реки у устья — 9 метров.

## Данные водного реестра
По данным государственного водного реестра России относится к Камскому бассейновому округу, водохозяйственный участок реки — Вятка от истока до города Киров, без реки Чепца, речной подбассейн реки — Вятка. Речной бассейн реки — Кама.
По данным геоинформационной системы водохозяйственного районирования территории РФ, подготовленной Федеральным агентством водных ресурсов:
- Код водного объекта в государственном водном реестре — 10010300212111100029942
- Код по гидрологической изученности (ГИ) — 111102994
- Код бассейна — 10.01.03.002
- Номер тома по ГИ — 11
- Выпуск по ГИ — 1